# سیارک ۲۱۳۵۶
سیارک ۲۱۳۵۶ (به انگلیسی: 21356 Karlplank، نامگذاری:1997FG4) بیست و یک هزار و سیصد و پنجاه و ششمین سیارک کشف شده‌است که در ۳۱ مارس ۱۹۹۷ کشف شد.
قدر مطلق سیارک برابر ۱۶.۲ است.